# Kirsebæreventyret
Kirsebæreventyret er en dansk dokumentarfilm fra 2019 instrueret af Eva Mulvad.

## Handling
Tre danske iværksættere satser stort, da de beslutter sig for at producere en kvalitetskirsebærvin, på Frederiksdal Gods på Lolland. Den intense, mørke vin får fine anmeldelser og begejstrede købere over hele verden. Filmen følger de tre ildsjæle og det utraditionelle erhvervseventyr til Frankrig og til Shanghai, hvor rige kinesiske købmænd forsøger at sælge vinen som en adelig ”kærlighedsvin”. Men tilbage på Lolland trækker tunge økonomiske skyer sammen over det nordiske vinslot.